# Centauros Rugby Clube
O Centauros Rugby Clube (ou apenas Centauros ou CRC) é uma equipe de Rugby fundada em fevereiro de 2011 na cidade de Estrela, RS, sendo a primeira equipe de rugby dos vales do Taquari e Rio Pardo.

## Parcerias
A Prefeitura Municipal de Estrela, através da Secretaria Municipal de Esportes e Lazer (SMEL), vêm apoiando o CRC desde sua fundação. No dia 26 de Junho, foram entregues 10 bolas ao Centauros RC além disso, a secretaria também patrocinou a instalação de duas traves "H" no Estádio Princesa do Vale, instalação ocorrida no dia 9 de Novembro de 2011.

## História

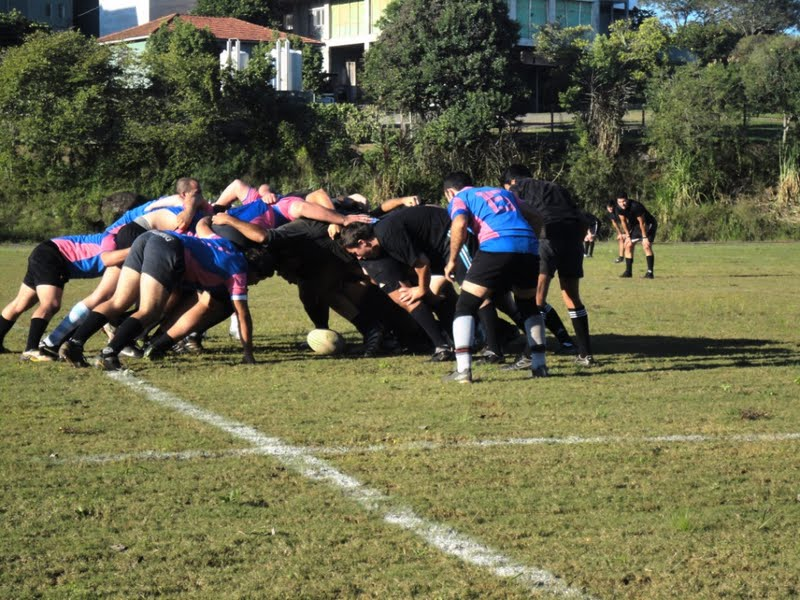
Scrum durante o jogo entre Centauros Rugby Clube e San Luis RC.

A ideia de montar um time de rugby em Estrela surgiu no final de 2010, quando Thiago Lemes de Sá, jogador do Novo Hamburgo Rugby Clube desde 2007, mudou-se para Estrela em 2009, por motivos profissionais, e diminuiu o ritmo nos treinos. No fim do ano de 2009 passou a jogar pelo San Luis Rugby Club, mas em 2010 viu-se obrigado a afastar-se do esporte por não conseguir acompanhar os treinos. Foi então que Thiago conheceu Guilherme Borges (Guima) e ambos resolveram juntar alguns amigos para a prática do esporte.
O primeiro treino do Centauros Rugby Clube ocorreu no dia 26 de fevereiro de 2011, com apenas quatro integrantes treinando abaixo de chuva. Após o treino, os integrantes passaram a divulgar a equipe reunindo já no segundo treino 15 atletas e cerca de 20 no terceiro.
O rápido crescimento do time chamou a atenção dos meios de comunicação da região,matérias com o Centauros foram veiculadas em jornais como O Informativo do Vale,  Nova Geração e A Hora, chamando assim a atenção do poder público municipal. No dia 18 de Abril, o presidente do Centauros Rugby Clube, Guilherme Borges, foi convidado a apresentar o esporte na Câmara de Vereadores de Estrela.
O time adulto  desde Maio de 2011 é treinado pelo argentino Martin Castillo.

### Primeiro Ano
A primeira partida do Centauros Rugby Clube ocorreu menos de três meses após seu primeiro treino, no dia 21 de Maio de 2011, no Estádio Princesa do Vale contra o San Luis Rugby Club de Novo Hamburgo, tradicional equipe do rugby gaúcho. O embate terminou com vitória da equipe de Novo Hamburgo por 15 a 0 (três tries).

## Participações em campeonatos

### Campeão Festival de Rugby 2011
Em 2011 a equipe sagrou-se campeã do Festival de Rugby FGR.
| Tabela Final do Campeonato | Tabela Final do Campeonato |
| Time                       | Pontos                     |
| -------------------------- | -------------------------- |
| Centauros Rugby            | 124                        |
| Lanceiros Negros Rugby     | 114                        |
| Novo Hamburgo Rugby        | 104                        |
| Maragatos Rugby            | 71                         |
| São Jerônimo Rugby         | 35                         |

### Campeão Festival de Rugby 2012
Em 2012 o clube repetiu a façanha e levou a taça do Festival de Rugby FGR pela segunda vez consecutiva.

### Campeão Campeonato Gaúcho Segunda Divisão 2013
Em 2013 a equipe foi campeão do Campeonato Gaúcho de Rugby 2ª Divisão.
O time terminou o campeonato com o melhor ataque e melhor defesa da competição. 
 
Foram cinco vitórias em seis jogos e 22 pontos conquistados.

Veja a campanha:
| Rodada    | Time                | Pontos | Pontos | Time                |
| --------- | ------------------- | ------ | ------ | ------------------- |
| 1ª Rodada | Centauros Rugby     | 51     | 10     | Walkirians Rugby    |
| 2ª Rodada | Universitário Rugby | 17     | 3      | Centauros Rugby     |
| 3ª Rodada | Lanceiros Negros    | 0      | 41     | Centauros Rugby     |
| 4ª Rodada | Walkirians Rugby    | 25     | 26     | Centauros Rugby     |
| 5ª Rodada | Centauros Rugby     | 18     | 10     | Universitário Rugby |
| 6ª Rodada | Centauros Rugby     | 24     | 7      | Lanceiros Negros    |

### Copa RS de Rugby Union 2014
Em 2014, a equipe participou novamente da Copa RS de Rugby Union. Acabou em terceiro lugar, após vitória sobre a equipe do Planalto por 14 a 13.

## Equipe
A equipe de atletas é subdividida em Adulto Masculino, Adulto Feminino, Formativo e Juvenil. Ao todo o clube conta com mais de 50 atletas filiados. A equipe está permanentemente aceitando novos atletas, em quaisquer das categorias.